# Montevideo
Pour les articles homonymes, voir Montevideo (homonymie).
Montevideo, ou Montévidéo, de son nom complet San Felipe y Santiago de Montevideo, est la capitale, le principal port et la plus grande ville d'Uruguay, et est aussi celle du département de Montevideo. Montevideo possède une des plus importantes rades des Amériques (appelée Rambla). Elle se trouve dans la partie sud du pays et est bordée par le Rio de la Plata. La ville comptait 1 325 968 habitants en 2004 et son aire métropolitaine 2 200 000, soit presque la moitié de la population du pays. C'est aussi une des capitales nationales les plus au sud de la planète, derrière sa voisine Buenos Aires.
Montevideo est classée parmi les villes d'Amérique latine offrant la meilleure qualité de vie et est également classée comme une ville mondiale de catégorie bêta, occupant la huitième position en Amérique latine et la 84e au niveau mondial. Cette capitale se  distingue par une forte influence européenne, perceptible tant dans son mode de vie que dans son architecture. Elle est d'ailleurs l'une des villes comptant la plus grande concentration de bâtiments Art déco au monde,. 
Ville chargée d'histoire avec ses beaux monuments historiques et ses places iconiques comme la Place de l'Indépendance, place principale de la capitale, et la place Cagancha, cœur géographique de la ville  d'où partent toutes les routes nationales du pays, Montevideo est aussi le principal centre économique, universitaire et culturel de l'Uruguay. Longeant le vaste estuaire, la ville a développé une vocation touristique et balnéaire avec quelques plages bien aménagées telles que Pocitos, Buceo, Malvín, Playa de los Ingleses, Playa Verde, Punta Gorda et Carrasco
Montevideo accueille le siège administratif du Mercosur et celui de l'Association latino-américaine d’intégration, les principaux blocs commerciaux d'Amérique latine, une position qui évoque des comparaisons avec le rôle de Bruxelles en Europe.

## Géographie

### Localisation
Montevideo est située dans le sud de l'Uruguay, en bordure du Río de la Plata et se développe autour d'une baie abritant un port naturel, qui a donné son nom à la baie de Montevideo. Le site portuaire est l'un des plus importants du cône Sud. Son relief est peu accentué et culmine à 136 mètres au Cerro de Montevideo.
Elle est au cœur d'une importante aire métropolitaine qui rassemble plus de la moitié de la population de l'Uruguay.

### Hydrographie
La ville est parcourue de nombreux petits fleuves côtiers dont le plus important est le  río Santa Lucía qui en marque la limite occidentale et qui est franchi par des ponts dont le pont moderne Alfredo Zitarossa qui la relie à Ciudad del Plata.

### Climat
Montevideo est marquée par climat subtropical humide aux précipitations typiques du climat océanique. L'hiver est humide, venteux et nuageux, cependant l'été est chaud et humide avec peu de vent. La température moyenne s'élève à 16 °C. D'après la classification de Köppen : la température du mois le plus froid est comprise entre 0 °C et 18 °C (juillet avec 10,9 °C) et la température du mois le plus chaud est supérieure à 10 °C (janvier avec 23 °C) donc c'est un climat tempéré. Les précipitations sont stables, il n'y a pas de saison sèche. C'est donc un climat tempéré chaud sans saison sèche. L'été est chaud car la température moyenne du mois le plus chaud est supérieure à 22 °C (janvier avec 23 °C).
Donc le climat de Montevideo est classé comme Cfa dans la classification de Köppen, soit un climat subtropical humide.
| Mois          | jan. | fév. | mars | avril | mai  | juin | jui. | août | sep. | oct. | nov. | déc. | année |
| ------------- | ---- | ---- | ---- | ----- | ---- | ---- | ---- | ---- | ---- | ---- | ---- | ---- | ----- |
| T. min. moy.  | 16,1 | 16   | 14,5 | 11,3  | 8,4  | 6,7  | 6,4  | 6,5  | 7,7  | 9,9  | 11,8 | 14,4 | 10,81 |
| T. moy. (°C)  | 23   | 22,5 | 20,6 | 17,2  | 14   | 11,1 | 10,9 | 11,7 | 13,4 | 16   | 18,6 | 21,3 | 16,69 |
| T. max. moy.  | 28,4 | 27,5 | 25,5 | 22    | 18,6 | 15,1 | 15   | 16,2 | 18   | 20,5 | 23,7 | 26,5 | 21,42 |
| Ensol. (h)    | 294  | 232  | 223  | 180   | 164  | 129  | 139  | 159  | 183  | 239  | 249  | 285  | 2 477 |
| Préc. (mm)    | 87   | 102  | 105  | 86    | 89   | 83   | 86   | 88   | 94   | 109  | 89   | 84   | 1 102 |
| J. avec préc. | 6    | 7    | 6    | 6     | 6    | 7    | 7    | 6    | 6    | 7    | 7    | 6    | 77    |

| Diagramme climatique                                  |           |             |          |           |           |         |           |         |            |            |            |
| J                                                     | F         | M           | A        | M         | J         | J       | A         | S       | O          | N          | D          |
| 28,416,187                                            | 27,516102 | 25,514,5105 | 2211,386 | 18,68,489 | 15,16,783 | 156,486 | 16,26,588 | 187,794 | 20,59,9109 | 23,711,889 | 26,514,484 |
| Moyennes : • Temp. maxi et mini °C • Précipitation mm |           |             |          |           |           |         |           |         |            |            |            |

## Histoire

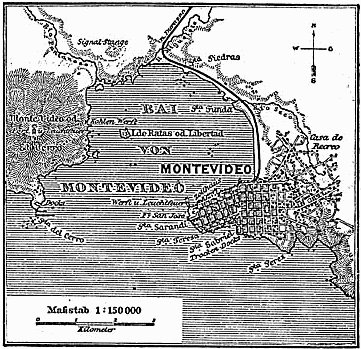
Carte historique de la ville.

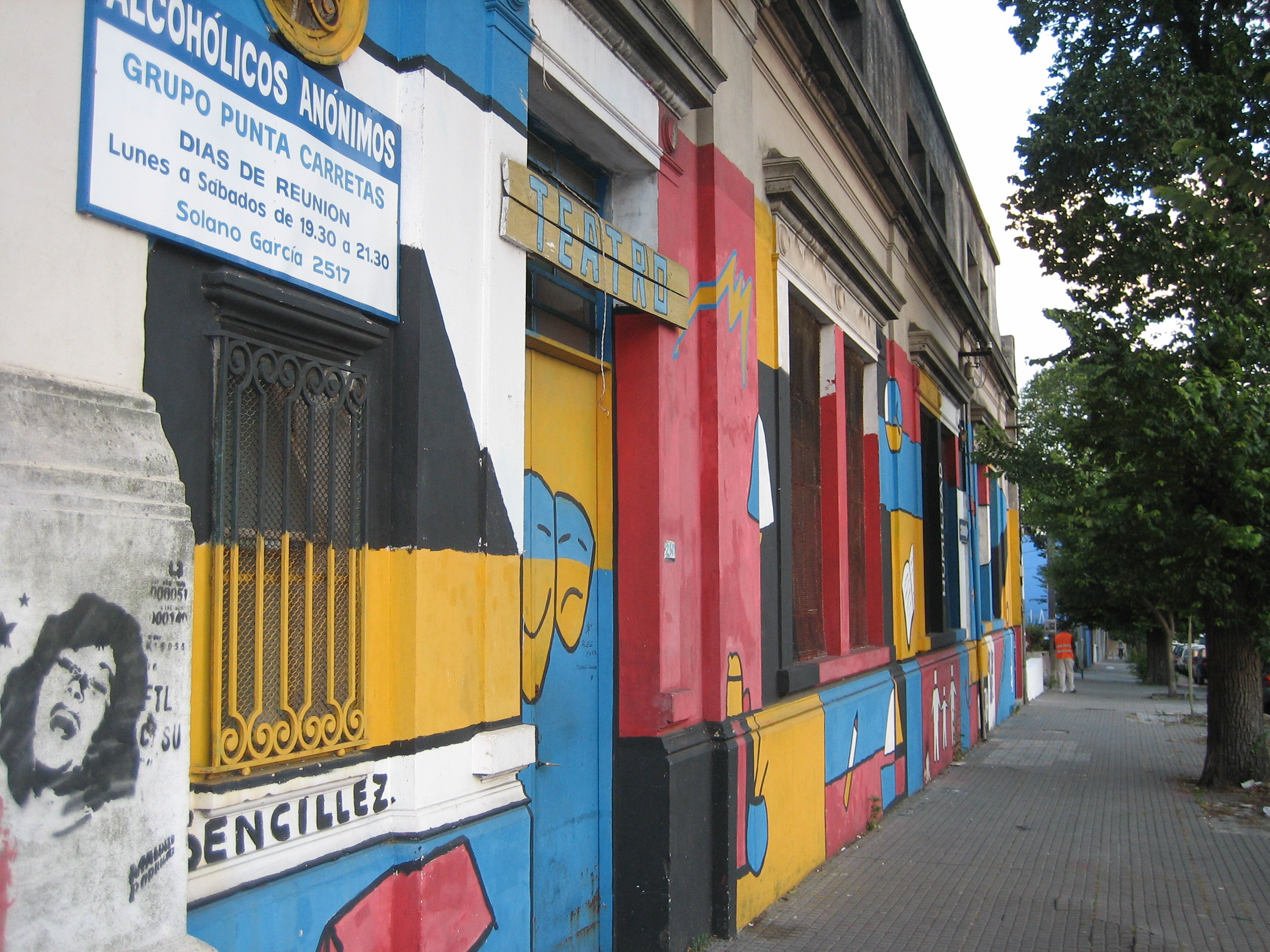
Siège d'Alcohólicos Anónimos à Montevideo

La ville a été fondée en 1726 par les Espagnols (Bruno Mauricio de Zabala) dans le but d’empêcher les incursions des Portugais, qui avaient fondé Colonia del Sacramento au siècle précédent, dans ce qui était considéré comme des possessions espagnoles, attribuées à l'Espagne par le Traité de Tordesillas.

Du 14 au 17 mai 1814 fut livrée la bataille maritime du port del Buceo menée par les indépendantistes lors du siège de Montevideo pour obtenir la reddition des autorités espagnoles. Avec l'aide des Argentins, les indépendantistes remportèrent la bataille.
En 1828, la ville devint la capitale de l'Uruguay. Deux étymologies existent pour le nom Montevideo : selon la première, il proviendrait du portugais « Monte vide eu », qui signifie « Je vois une montagne ». Selon la seconde, les colons espagnols auraient baptisé le lieu « Monte VI De Este a Oeste » (soit « Le sixième mont d'est en ouest ») au cours de relevés topographiques. Le nom original complet est San Felipe y Santiago de Montevideo.
La ville a été sous forte influence britannique du début du XIXe siècle jusqu'au début du XXe siècle, en vue d'éviter le contrôle commercial de la région par l'Argentine et le Brésil.

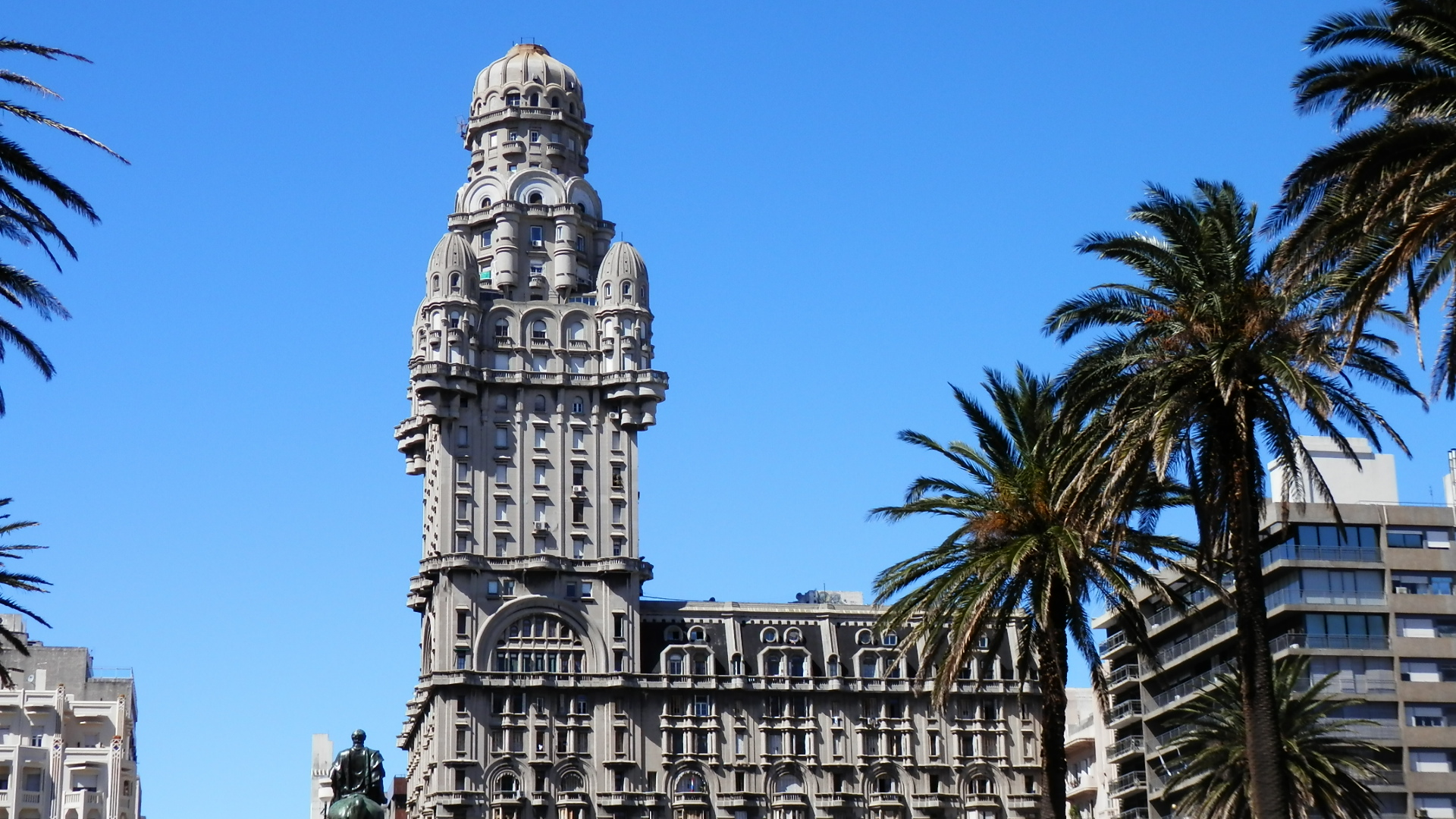
Palacio Salvo

Au début du XXe siècle, de nombreux Européens ont immigré dans la ville, et en 1908, 30 % de la population était née à l'étranger.
La Convention de Montevideo sur les droits et les devoirs des États est signée à Montevideo (Uruguay) le 26 décembre 1933 au cours de la septième Conférence pan-américaine (en). Le président américain Franklin Delano Roosevelt et son secrétaire d'État Cordell Hull annoncèrent la mise en route de la politique de bon voisinage, qui mettait théoriquement un terme à la doctrine du Big Stick. L'accord est signé avec quelques réserves de la part des États-Unis, du Brésil et du Pérou.
Au milieu du XXe siècle, la dictature militaire et la stagnation économique ont causé un déclin, dont les effets résiduels sont encore visibles de nos jours. De nombreuses familles rurales pauvres ont afflué dans la ville, avec une grande concentration à Ciudad Vieja.

## Politique et administration

### Politique nationale

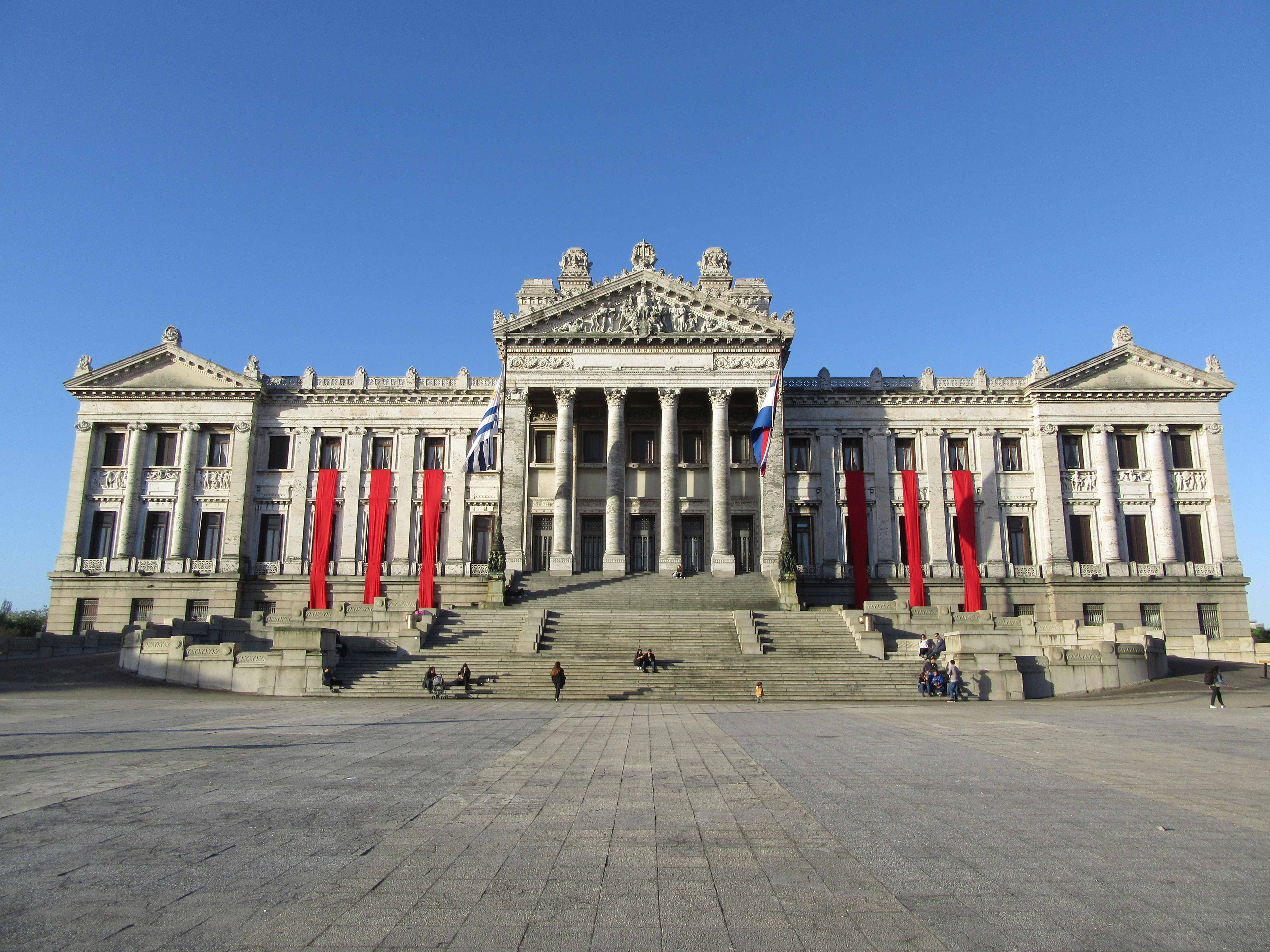
Le Palais législatif qui abrite le Parlement uruguayen.

En tant que capitale du pays, Montevideo abrite le siège des institutions comme la Présidence de la République, le gouvernement et l'Assemblée générale.

### Politique municipale
Montevideo constitue l'un des dix-neuf départements de l'Uruguay. La ville est dirigée par un intendant, qui remplit les fonctions d'un maire, et d'une junte de 31 membres, tous élus pour un mandat de cinq ans. Depuis 2019, l'intendant est Christian Di Candia, du Front large.
Montevideo est divisée en huit municipalités (municipios), chacune dirigée par un maire et un conseil municipal élu.

## Population et société

### Évolution démographique
Depuis 1730, l'évolution démographique de Montevideo a été :
| 1730 | 1778  | 1808  | 1829  | 1852   | 1860   |
| ---- | ----- | ----- | ----- | ------ | ------ |
| 400  | 4 270 | 9 400 | 9 000 | 34 000 | 58 000 |

| 1889    | 1908    | 1963      | 1975      | 1985      | 1996      |
| ------- | ------- | --------- | --------- | --------- | --------- |
| 215 000 | 310 000 | 1 202 156 | 1 176 049 | 1 251 511 | 1 303 182 |

| 2004      | 2011      | 2023      | - | - | - |
| --------- | --------- | --------- | - | - | - |
| 1 325 968 | 1 318 755 | 1 670 545 | - | - | - |

| Histogramme de l'évolution démographique de Montevideo |
|                                                        |

### Religions
L'Église et l'État sont officiellement séparés depuis 1916 en Uruguay.
Le catholicisme romain est la religion la plus répandue dans la ville. La cathédrale métropolitaine est le siège d'un archidiocèse dont les origines remontent à 1878. Plusieurs sanctuaires nationaux reconnus par la Conférence épiscopale de l’Uruguay sont situés à Montevideo :
- le sanctuaire Sainte-Marie-Auxiliatrice[17],[18] ;
- le sanctuaire Notre-Dame-de-Lourdes, qui comprend une reproduction de la grotte de Massabielle de Lourdes en France[19], désigné en 1958[20] ;
- le sanctuaire du Sacré-Cœur-de-Jésus[21],[22].

Les autres cultes présents dans la ville sont le protestantisme, l'umbanda et le judaïsme.

## Économie
En 2010, le redémarrage économique et un renforcement des échanges commerciaux avec les pays voisins ont amené un renouveau du développement agricole et l'espoir d'une plus grande prospérité[réf. souhaitée].

La ville dépend surtout du tourisme. Elle accueille un grand nombre de musées et a gardé de nombreux bâtiments historiques dans sa vieille ville (Ciudad Vieja). Ce sont principalement des Brésiliens et des Argentins qui visitent la ville mais il y a aussi une part assez significative d'Européens et de Nord-Américains.

## Culture et patrimoine

### Monuments

Diverses vues de Montevideo
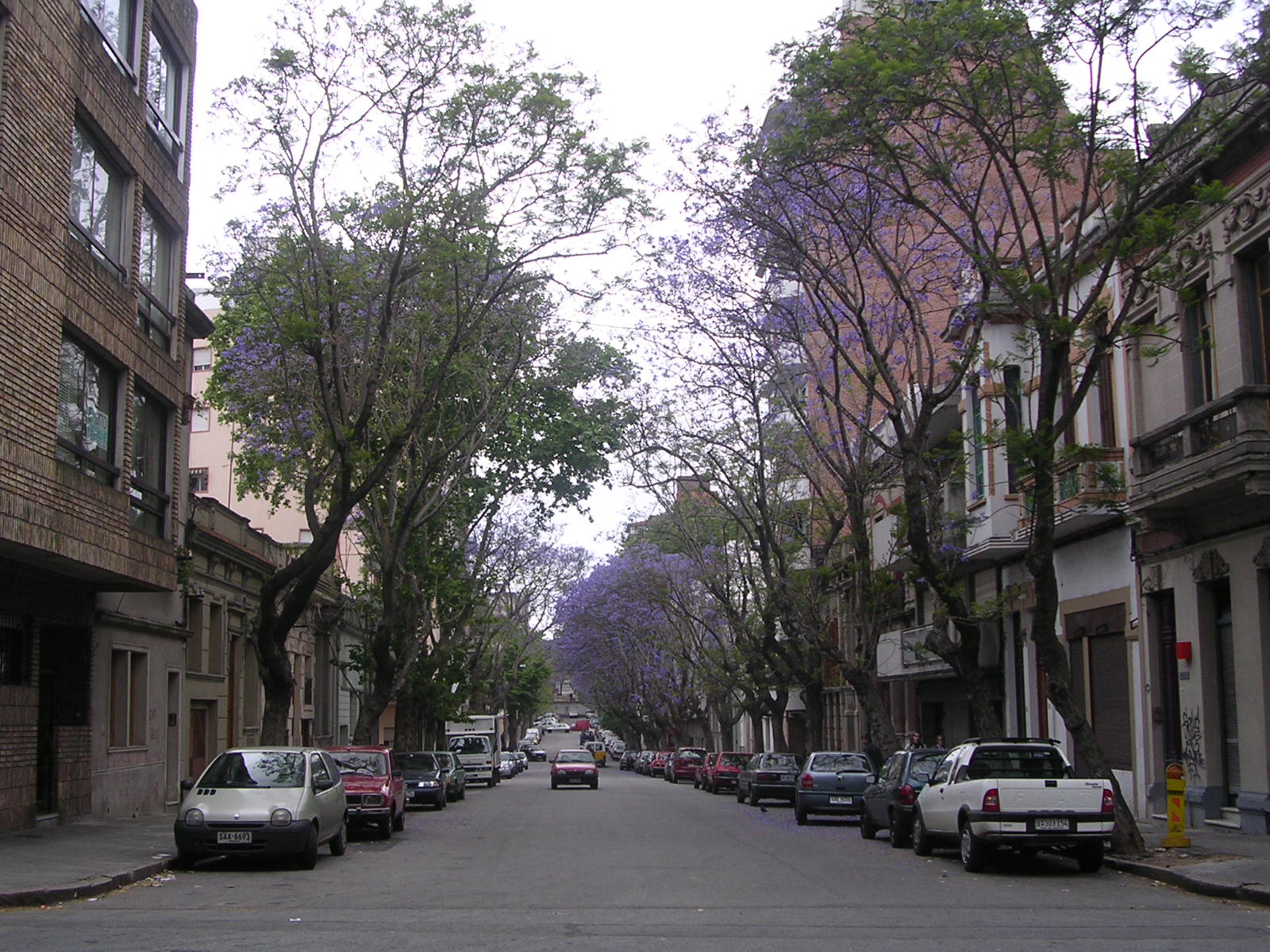
Une rue de Montevideo et ses jacarandas en fleurs
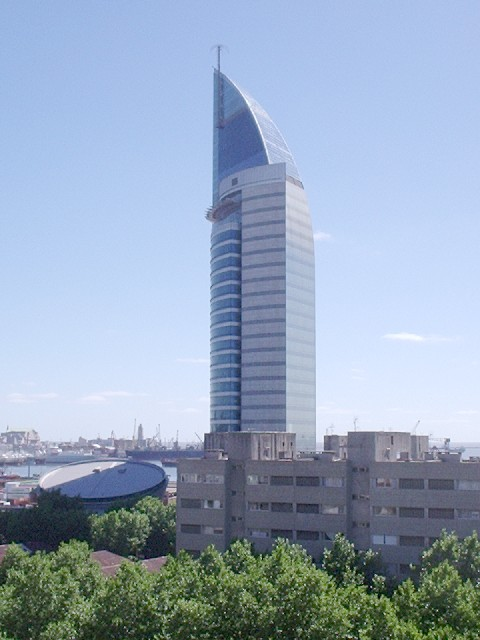
La tour Antel, le plus haut gratte-ciel d'Uruguay
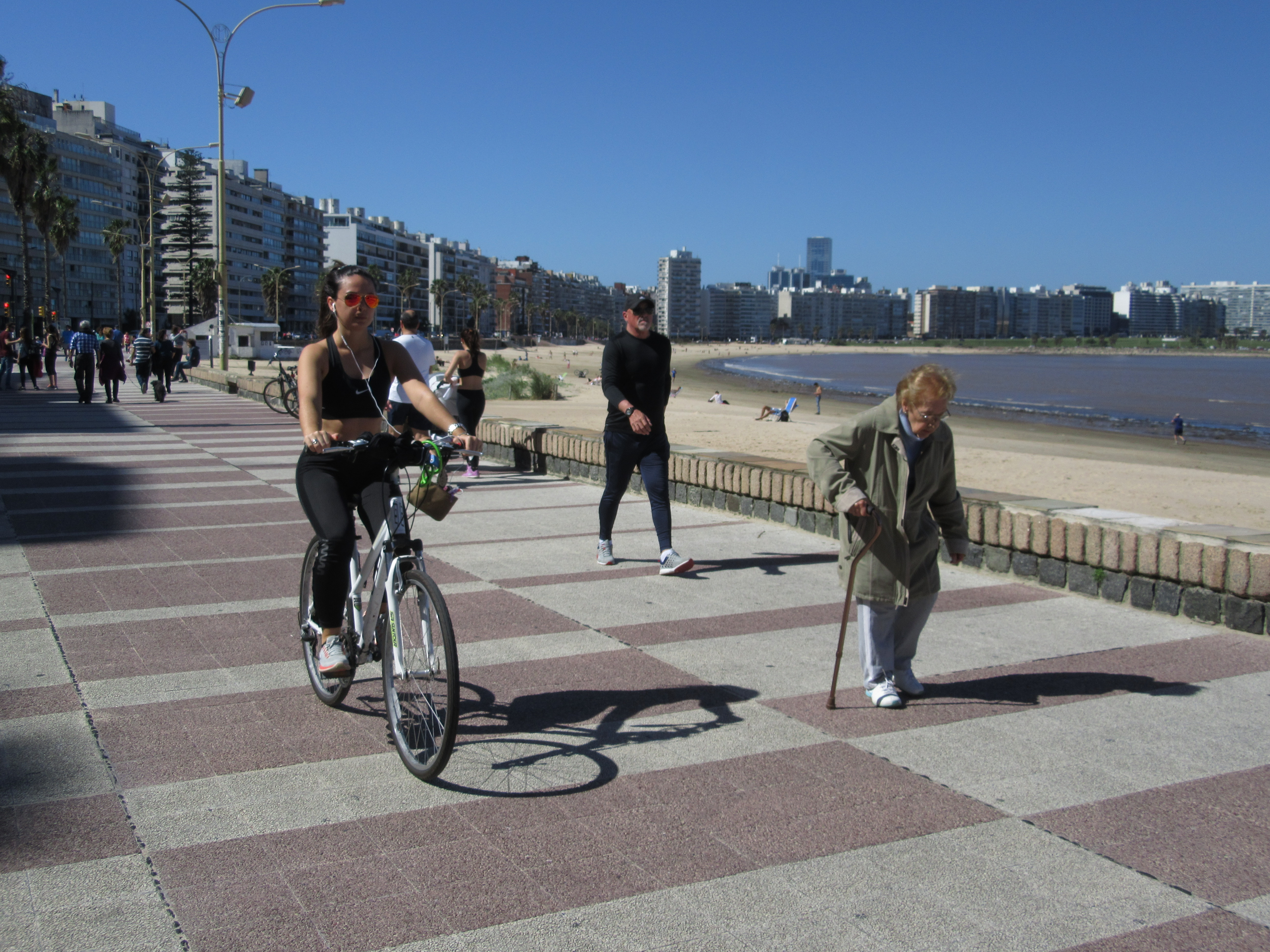
Rambla du quartier Pocitos
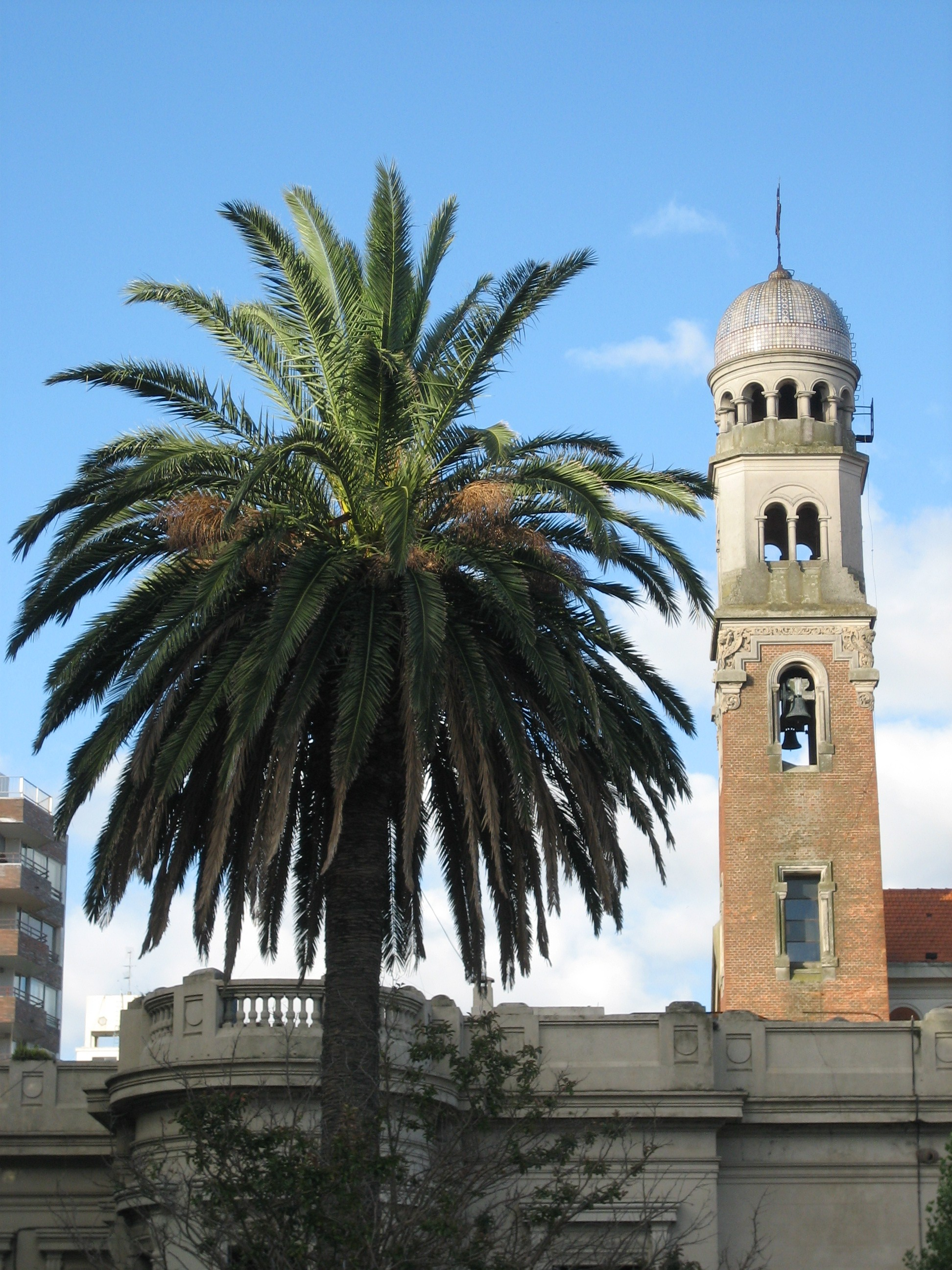
Clocher de Montevideo

- Palais législatif
- Palais Salvo
- Stade Centenario
- Aéroport international de Carrasco
- Archidiocèse de Montevideo
- Bibliothèque nationale de l'Uruguay
- Cathédrale de Montevideo
- Théâtre Solís (Teatro Solís)
- Ateneo de Montevideo sur la Plaza Cagancha
- Tour de télécommunications ANTEL
- Gare Général Artigas (Estación Central General Artigas)
- Bâtiment Panamericano (Edificio Panamericano)
- École Brésil (Escuela Brasil)
- Université de la République (Universidad de la República)

### Art et culture

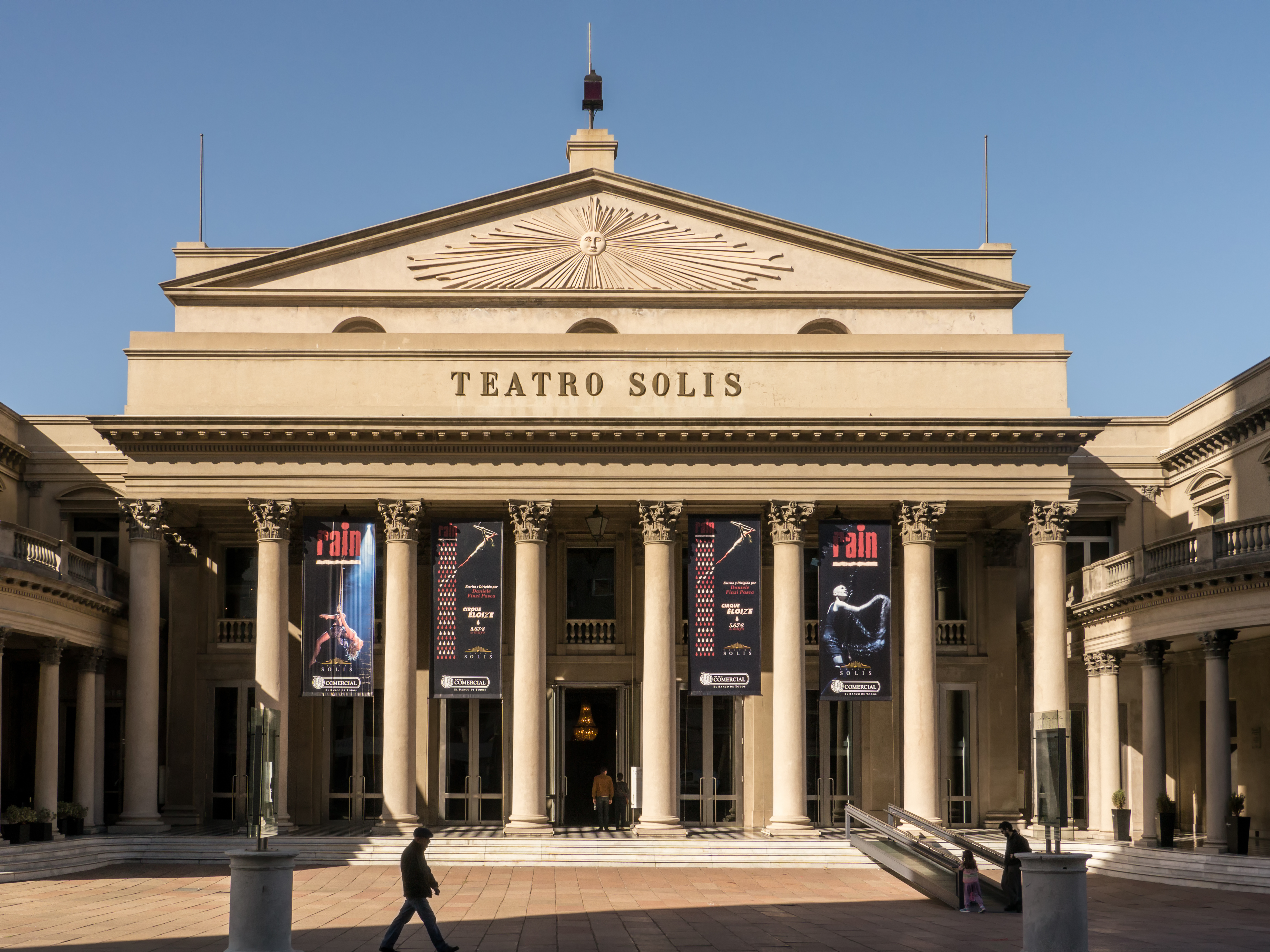
Le Théâtre Solís, dans la Vieille ville.

Au début de l’hiver 2009, l’exposition des United Buddy Bears était visible sur la Place de l'Indépendance. L’administration municipale de Montevideo considère que plus de 1,2 million de visiteurs du monde entier ont vu l’exposition.
Le 10 décembre 1954, lors de la 8e conférence générale de l’Unesco, une résolution est acceptée : elle reconnaît l’utilité de la langue internationale espéranto, recommande aux États membres d’étudier les possibilités d’enseignement de la langue et que « le Directeur général [suive] les expériences concernant l'utilisation de l'espéranto pour l'éducation, la science et la culture et à collaborer à cette fin avec l'Association universelle d'espéranto dans les domaines intéressant les deux organisations ».
Dans le domaine du théâtre, la ville accueille le théâtre Solís, inauguré en 1856, considéré comme le plus ancien théâtre d'Amérique du Sud, ainsi le siège de l'École multidisciplinaire d'art dramatique Margarita Xirgu, fondée en 1949 par l'actrice Margarita Xirgu.

## Relations internationales

### Jumelages
La ville de Montevideo est jumelée avec les villes suivantes :
- Arica, Chili[25]
- Asuncion, Paraguay[26]
- Barcelone, Espagne[27]
- Berisso, Argentine[28]
- Bluefields, Nicaragua[28]
- Buenos Aires, Argentine[29]
- Brasília, Brésil[28]
- Bogota, Colombie
- Cadix, Espagne[28]
- Cali, Colombie[28]
- Mexico, Mexique (1982)
- Cochabamba, Bolivie[28]
- Córdoba, Argentine[28]
- Coroico, Bolivie[28]
- Cumaná, Venezuela[28]
- Curitiba, Brésil[30]
- El Aaiun, Maroc[28]
- Esmeraldas Équateur[28]
- Hurlingham, Argentine[28]
- La Havane, Cuba[28]
- La Paz, Bolivie[28]
- La Plata, Argentine[28]
- Libertador, Venezuela[28]
- Lima, Pérou
- Malmö, Suède
- Mar del Plata, Argentine[28]
- Marsico Nuovo, Italie[28]
- Madrid, Espagne[31]
- Melilla, Espagne[32]
- Mississauga, Canadá[28]
- Montevideo (Minnesota), États-Unis
- Port-au-Prince, Haïti[28]
- Qingdao, Chine[33]
- Québec (ville), Canada
- Rio de Janeiro, Brésil[28]
- Rosario, Argentine[28]
- Saint-Pétersbourg, Russie[34]
- San José, Costa Rica
- Santa Cruz de la Sierra, Bolivie[28]
- Santiago, Chili
- São Paulo, Brésil[35]
- Talamanca, Costa Rica[28]
- Tambo de Mora  , Pérou[28]
- Tianjin, Chine[36]
- Tito, Italie[28]
- Tumaco, Colombie[28]
- Ulsan, Corée du Sud[37]
- Wrocław, Pologne[28]
- Wuhu, Chine[28]

## Personnalités nées à Montevideo

### Hommes politiques et figures historiques
- Daoiz Gerardo Uriarte Araujo (né en 1956), politicien
- José Gervasio Artigas (1764-1850), général et libertador.
- José Batlle y Ordóñez (1856-1929), président de la République de l'Uruguay.
- Tabaré Vázquez (1940-2020), personnalité politique uruguayen.

### Scientifiques
- Roberto Canessa (1953-), médecin et cardiologue.

### Écrivains et gens de lettres
- Lautréamont (1846-1870), poète français.
- Jules Laforgue (1860-1887), poète français.
- Jules Supervielle (1884-1960), poète français.
- Claudia Amengual (née en 1969), romancière
- Manuel Pérez y Curis, poète.
- José Enrique Rodó (1871-1917), écrivain
- Juan Carlos Onetti (1909-1994), écrivain
- Léo Beker (né en 1946), auteur de bandes dessinées.
- Pablo Vierci (né en 1950), écrivain, journaliste et cinéaste.
- Carlos Sahakian (né en 1957), poète franco-uruguayen.

### Artistes
- Juan Manuel Blanes (1830-1901), peintre.
- Joaquín Torres García (1874-1949), artiste plasticien.
- Urbana Marguerite Samaran (1852-1934), peintre.
- Margarita Xirgu (1888-1969), actrice, fondatrice de l'EMAD en 1949.
- China Zorrilla (1922-2014), comédienne, grande dame du théâtre.
- Estela Medina (1932-), comédienne, grande dame du théâtre.
- Mariana Percovich (1963-), dramaturge et metteuse en scène.
- Carlos Páez Vilaró (1923-2014), artiste, peintre et sculpteur.
- José Cuneo Perinetti, artiste, peintre.
- Julio Vilamajó (1894-1948), architecte.
- Agó Páez Vilaró (1954-), artiste plasticienne.
- Roxana Blanco (1967-), comédienne, et son frère Sergio Blanco (1971-), dramaturge.
- Mateo Chiarino (1983-), acteur.
- Enzo Vogrincic (1993-), acteur.

### Musiciens
- Elli Medeiros (née en 1956), chanteuse française.
- Gabe Saporta, chanteur de Cobra Starship.
- Natalia Oreiro (née en 1977), Chanteuse.
- Renée Pietrafesa Bonnet (1938-2022), musicienne franco-uruguayenne.

### Sportifs
- Héctor Castro (1904-1960), footballeur, champion olympique en 1928, champion du monde en 1930.
- Pedro Petrone (1905-1964), footballeur, double champion olympique, champion du monde.
- Igor Correa Luna (1919-2000), judoka et professeur d'art martial.
- Diego Forlán (né en 1979), footballeur.
- Juan Alberto Schiaffino (1925-2002), footballeur, champion du monde en 1950.
- Pedro Pedrucci (né en 1961), footballeur.
- Rodrigo Capó Ortega (né en 1980), est un joueur de rugby à XV.
- Camila Colombo (née en 1990), joueuse d'échecs.
- Mathías Suárez (né en 1996), footballeur.

### Autres
- Irma Avegno (1881 - 1913) femme d'affaires uruguayenne.
- Maria Boschetti-Alberti (1879-1951), pédagogue suisse
- José Pedro Varela (1845-1879), éducateur, sociologue, journaliste, politique.
- Walter Pintos Risso, architecte.
- María Stagnero de Munar (1856-1922), pédagogue et féministe uruguayenne.
- Mauricio Cravotto, architecte.
- Delfina Martínez militante pour les droits LGBT
- Lilián Celiberti (1949-), féministe, enseignante et écrivaine
- Sebastián Beltrame (1973-), personnalité de télévision, spécialiste des voyages

## Sports
Montevideo a accueilli tous les matches de la première Coupe du monde de football en 1930. Son stade Centenario a été déclaré monument historique du football par la FIFA en 1983.
La capitale est le siège d'un très grand nombre de clubs de football qui participent aux championnats.
- Clubs de première division : Peñarol, Club Nacional de Football, Liverpool FC, CA Rentistas, Danubio FC, Defensor Sporting Club, Miramar Misiones FC, Montevideo Wanderers, River Plate, CS Cerrito, CA Fénix, CA Central Español, CA Cerro, Racing CM, Progreso
- Clubs de seconde division : CA Bella Vista, IA Sud América, CA Basáñez, CA Progreso, La Luz Tacurú FC, Uruguay Montevideo FC, El Tanque Sisley, Rampla Juniors FC, Juventud de Las Piedras.